# Mi (kana)

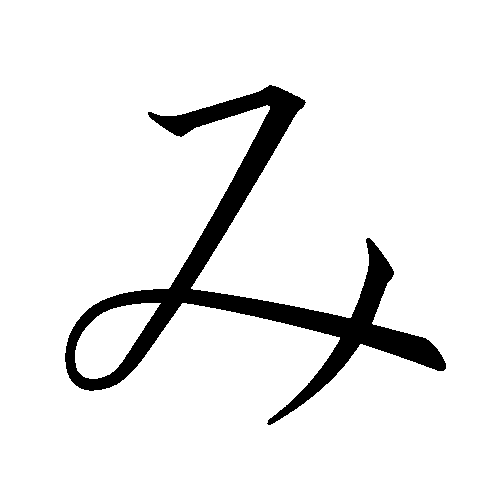
Mi w hiraganie

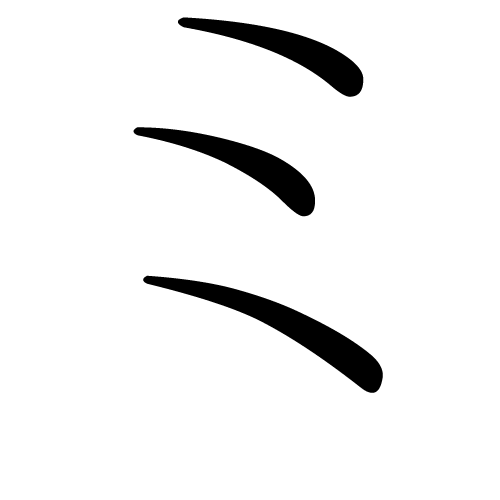
Mi w katakanie

Mi – trzydziesty drugi znak japońskich sylabariuszy hiragana (み) i katakana (ミ). Reprezentuje on sylabę mi. Pochodzi bezpośrednio od znaków kanji 美 (wersja z hiragany) i 三 (wersja z katakany).

## Jotacje
Jak każda mora japońska kończąca się na "i", mi podlega procesowi jotacji, ale jedynie wtedy, jeśli do niej dopisze się pomniejszone znaki ya, yu lub yo. Jeśli po znaku mi występuje znak reprezentujący którąś z samogłosek, oba znaki wymawia się oddzielnie. Nie dotyczy to jedynie pomniejszonej wersji znaku e, który dopisany do mi zmienia wymowę znaków na mye (sylaba ta występuje jedynie w zapożyczeniach).
- mya- みゃ/ミャ
- myu- みゅ/ミュ
- myo- みょ/ミョ
- mye- ミェ

Sylaby po jotacji również mogą podlegać przedłużeniom na zasadach przewidzianych dla samogłosek kończących sylabę.